# Gunnar Nielsen (piłkarz)
Gunnar Nielsen (ur. 7 października 1986 w Thorshavn na Wyspach Owczych) – farerski profesjonalny piłkarz występujący na pozycji bramkarza w islandzkim klubie Hafnarfjarðar oraz w reprezentacji Wysp Owczych.

## Kariera klubowa
Jako junior trenował w klubie z miasta swego urodzenia - HB Tórshavn, by karierę seniorką kontynuować w duńskim drugoligowym Boldklubben Frem z Kopenhagi. Wystąpił tam szesnaście razy (3 w sezonie 2005/06 i 13 w sezonie 2006/07). Jego klub zajmował kolejno dziesiątą i piątą pozycję w tabeli.
W maju 2007 roku Nielsen przeszedł okres próbny w angielskiem Blackburn Rovers, a dwa miesiące później "za niewielką opłatą" zasilił jej szeregi. Sam Nielsen stwierdził: Jestem bardzo zadowolony - to dla mnie wielka szansa do dalszego rozwoju. Cieszę się, że trener i sztab szkoleniowy we mnie wierzą, nie zawiodę ich oczekiwań.. Farerski bramkarz nie wystąpił w ani jednym spotkaniu pierwszego składu Blackburn Rovers, a 8 sierpnia 2008 roku został wypożyczony na półroczny kontrakt do szkockiego Motherwell. Tam również nie wystąpił w pierwszej drużynie i 30 grudnia tego samego roku powrócił do Blackburn.
Latem 2009 roku podpisał dwuipółroczny kontrakt z Manchesterem City i niedługo później wypożyczono go do grającego wówczas w Conference National Wrexham. Na boisku pojawił się po raz pierwszy 28 marca 2009 w przegranym 0:1 meczu przeciwko Histon. Niecały miesiąc później Nielsen powrócił do Manchesteru z podejrzeniem kontuzji kciuka, której miał nabawić się podczas meczu przeciwko Oxford United. Badania dokonane w klubie potwierdziły, że bramkarz ma złamaną kość w dolnej części kciuka oraz stwierdziły konieczność operacji. 24 kwietnia 2010 roku Nielsen zadebiutował w Premier League, zastępując w 76. minucie spotkania przeciwko Arsenalowi Shaya Givena. Tym samym został pierwszym zawodnikiem z Wysp Owczych, który zagrał w najwyższej lidze angielskiej.
W lecie 2010 roku Nielsen podpisał kolejny roczny kontrakt z Manchesterem City. Niedługo później został wypożyczony na sześć miesięcy do Tranmere Rovers, grającym wówczas Football League One. Po raz pierwszy wystąpił w meczu przeciwko Oldham Athletic 7 sierpnia 2010. Niedługo później został kontuzjowany w meczu reprezentacji swojego kraju, przez co nie mógł rozgrywać kolejnych meczów klubowych, a do pierwszego składu Tranmere wrócił jedynie na jedno spotkanie w grudniu 2010. Z Manchester City odszedł po raz pierwszy na koniec sezonu 2011/12, później jednak wracał, by ostatecznie pożegnać się z klubem po podpisaniu umowy przez Richarda Wrighta w ostatnim dniu okna transferowego.
W styczniu 2013 roku Nielsen był na okresie próbnym w duńskim SønderjyskE Fodbold. W kwietniu natomiast podpisał kontrakt z pierwszoligowym Silkeborgiem. w którym miał zająć miejsce kontuzjowanego bramkarza Lasse Heinze. Zadebiutował w pierwszej drużynie 8 kwietnia w przegranym 0:1 meczu przeciwko Aalborg BK. Później rozegrał dla klubu jeszcze siedem spotkań.
3 lipca 2013 Gunnar Nielsen podpisał dwuletni kontrakt ze szkockim klubem Motherwell, do którego w 2008 roku wypożyczył go Manchester City. Jego barwy reprezentował po raz pierwszy 8 sierpnia 2013 roku w meczu Ligi Europy przeciwko Kubaniowi Krasnodar, w którym popisał się obroną rzutu karnego. Przedłużająca się kontuzja Lee Hollisa sprawiła, że Nielsen rozegrał w pierwszym sezonie gry na Fir Park, 23 spotkania i cztery razy zachował czyste konto. W kolejnym nie pojawił się natomiast ani razu, a jego kontrakt został rozwiązany 4 marca 2015 roku za obopólnym porozumieniem.
4 kwietnia 2015 roku Nielsen podpisał roczny kontrakt z islandzkim pierwszoligowym klubem Stjarnan. Zadebiutował w wygranym 1:0 meczu wyjazdowym przeciwko Akraness 3 maja 2015. Na koniec sezonu miał na swoim koncie 20 rozegranych spotkań. Został także zarówno przez piłkarzy, jak i fanów uznany za najlepszego zawodnika klubu w sezonie 2015.
W październiku 2015 roku bramkarz podpisał trzyletni kontrakt z ówczesnymi mistrzami Islandii - Hafnarfjarðar. Zadebiutował w wygranym 3:0 spotkaniu przeciwko Þróttur 1 maja 2016 roku. Jego klub w tym sezonie po raz kolejny zajął pierwsze miejsce w ligowej tabeli. Nielsen dotychczas wystąpił w bramce 27 razy.

## Kariera reprezentacyjna
Gunnar Nielsen występował na wszystkich poziomach wiekowych reprezentacji. W U-17 zadebiutował 1 sierpnia 2001 przeciwko Anglii i zagrał w niej 13 spotkań, w drużynie U-19 wystąpił pierwszy raz przeciwko reprezentacji Ukrainy 22 października 2002 i rozegrał w niej 8 meczów, a w U-21 zagrał po raz pierwszy 2 czerwca 2007 przeciwko Chorwacji i wystąpił później jeszcze w dziewięciu meczach.
22 marca 2009 roku Nielsen zadebiutował w barwach reprezentacji Wysp Owczych w wygranym 2-1 spotkaniu z Islandią. Od 2010 roku występuje regularnie w pierwszym składzie. 3 czerwca 2016 w towarzyskim meczu przeciwko reprezentacji Kosowa założył kapitańską opaskę. Dotychczas wystąpił 34 razy.